# Qalb Tounes
Qalb Tounes (en español: Corazón de Túnez) es un partido político tunecino fundado el 20 de junio de 2019. Su líder es Nabil Karoui bajo prisión provisional desde agosto de 2019 y uno de los ganadores de la primera vuelta en las elecciones presidenciales de Túnez de 2019.  

## Histórico
El 25 de junio de 2019 Nabil Karoui se convierte en presidente del partido, anteriormente conocido como el Partido Tunecino de Paz Social.
En julio, anuncia que su partido presentará candidaturas en las elecciones parlamentarias en 33 distritos electorales, con 8 mujeres en cabeza y 25 hombres, incluidos algunos candidatos de Nidaa Tounes como Ridha Charfeddine. Él mismo se postula para presidente en las elecciones presidenciales convocadas para el 15 de septiembre.
El 8 de julio de 2019 él y su hermano Ghazi son acusados de blanqueo de dinero, se les prohíbe salir del territorio y se congelan sus propiedades. Fue arrestado el 23 de agosto bajo una orden de arresto emitida por la División de Acusación del Tribunal de Apelación de Túnez. El partido denunció mediante un comunicado que se estaban produciendo "prácticas fascistas". A pesar de su arresto, su candidatura se mantiene, ya que hasta ahora no ha sido condenado por los tribunales.
En las elecciones presidenciales de septiembre de 2019 su candidato Nabil Karoui logra pasar a la segunda vuelta. 